# 越後和男
越後和男（日语：えちご かずお，1965年12月28日—），日本足球運動員，前日本國家足球隊成員。

## 教練生涯

### 中華女足
越後和男因執教仙台維加泰女士隊時，曾因台灣足球發展協會名譽理事長石明謹牽線赴台灣參與友誼賽，並在中華民國足球協會的邀請下於2019年1月19日出任中華台北女子足球代表隊總教練。
越後和男上任約兩個月，便迎來東京奧運足球第二輪。徵召及集訓過程時都遇到困難，集訓時一度僅有7人報到，但越後和男依然領著中華女足先後以3－0贏巴勒斯坦隊﹑4－2贏菲律賓隊及4－1贏伊朗隊，三連勝晉級資格賽第三輪。

## 日本國家足球隊
从1986年到1987年，他共为日本國家足球隊出场6次，打进1球。

## 成績
| 日本國家足球隊 | 日本國家足球隊 | 日本國家足球隊 |
| 年             | 出場           | 入球           |
| -------------- | -------------- | -------------- |
| 1986           | 3              | 0              |
| 1987           | 3              | 1              |
| 總和           | 6              | 1              |

## 外部連結
- National Football Teams （页面存档备份，存于）
- Japan National Football Team Database